# Не зови ме ти
Не зови ме ти је дебитантски и једини студијски албум српског фолк певача и адвоката Стефана Петрушића, издат 2012. године за Гранд продакшн.

## Списак песама
| №  | Назив                        | Текст            | Музика                             | Трајање |  |
| 1. | Не зови ме ти                | Ана Динић        | Саша Динић                         | 3:44    |  |
| 2. | Плаче небо                   | Пеђа Меденица    | Саша Поповић                       | 3:52    |  |
| 3. | Две судбине                  | Бане Опачић      | Бане Опачић                        | 3:23    |  |
| 4. | Пусти да већ једном оздравим | Пеђа Меденица    | Пеђа Меденица                      | 3:19    |  |
| 5. | Срушен град                  | Благица Ивановић | Дејан Филиповић Декси              | 4:24    |  |
| 6. | Замена                       | Влада 013        | Јоца Стефановић, Славко Стефановић | 3:37    |  |
| 7. | Умирем ти млад               | Пеђа Меденица    | Саша Поповић                       | 3:36    |  |
| 8. | Ноћи предуге                 | Зоран Дашић      | Зоран Дашић                        | 3:46    |  |
| 9. | Макадам                      | Јован Перуача    | Бранко Милинковић                  | 3:55    |  |